# (695) Bella
Pour les articles homonymes, voir Bella.
(695) Bella est un astéroïde de la ceinture principale.

## Description
(695) Bella est un astéroïde de la ceinture principale. Il fut découvert le 7 novembre 1909 à Taunton par Joel Hastings Metcalf. Il présente une orbite caractérisée par un demi-grand axe de 2,54 UA, une excentricité de 0,16 et une inclinaison de 13,9° par rapport à l'écliptique.